# Burnaburiash I
Burnaburiash I (reso anche come Burna-Buriash che significa servo del "Signore delle terre"; fl. XVI secolo a.C.) fu il primo cassita a regnare realmente su Babilonia, forse il primo a occupare la città di Babilonia vera e propria intorno al 1500 a.C., culminando un secolo di invasione strisciante da parte delle tribù cassite. Fu il decimo re di questa dinastia a essere elencato nella Lista reale assira.

## Biografia
Intorno al 1500 a.C., Burnaburiash concluse un trattato con Puzur-Assur III di Assiria, allora piccolo vassallo di Mitanni, prestando un giuramento per delineare il confine tra i loro regni. La lista reale assira colloca questo episodio dopo il trattato tra Karaindash e il re assiro Aššur-bêl-nišešu, ma non è noto alcun Puzur-Aššur dopo di lui in nessuna delle copie della Lista reale assira, il che potrebbe significare che uno scriba successivo abbia confuso Burnaburiash con il suo omonimo, Burnaburiash II. La Lista reale assira nomina un Burnaburiash come decimo sovrano cassita e contemporaneo di Išme-Dagan II, che è separato da Puzur-Aššur III da 42 anni di regno. Ciò potrebbe suggerire l'esistenza di due primi Burnaburiash, uno contemporaneo a Puzur-Aššur III e uno più o meno contemporaneo a Išme-Dagan II, se questa tarda tavoletta assira dovesse essere considerata una fonte affidabile a questo proposito. Tuttavia, in altri punti si prende delle libertà significative con la cronologia. Un cono o cilindro d'argilla frammentario che sembra registrare una concessione di terra, recuperato dagli scavi a Nippur durante la stagione 1949-50, potrebbe risalire al suo regno sulla base della ricostruzione del suo nome alla riga 5 e della paleografia del cuneiforme. Se correttamente identificato, questo kudurru o narû ša ḫaṣbi, ossia "memoriale in argilla", sarebbe il più antico esemplare di questo genere di memoriale pubblico.
A Burnaburiyash potrebbe essere succeduto il figlio Kaštiliašu III, ma le prove a sostegno della regalità di questo figlio sono piuttosto circostanziate. Era anche padre di Ulam-Buriash, come ricorda un peso in onice a forma di rana con l'iscrizione cuneiforme "1 shekel, Ulam Buriash, figlio di Burna Buriash", rinvenuto in una grande sepoltura durante gli scavi del sito dell'antica città di Metsamor.  Sembra che sia stato questo figlio a guidare con successo l'invasione del Paese del Mare, una regione della Mesopotamia meridionale sinonimo di Sumer, e a rendersi "padrone della terra". Inoltre, su una testa di mazza in serpentino o diorite o forse su un pomello di porta rinvenuto a Babilonia, è incisa l'iscrizione votiva di Ulam-Buriash, figlio di Burna-Buriash, "Re della Paese del Mare".